# Brennisteinsfjöll
Brennisteinsfjöll ("Brændstensbjerget") er en mindre højderyg med rækker af kratere og små skjoldvulkaner på Reykjanes-halvøen på Island, omkring 20 km syd for hovedstaden Reykjavik. Der var en lavastrøm syd fra Brennisteinsfjöll til kysten ved Herdísarvík bugt. Tidligere mente man, at denne lavastrøm indtraf før bosættelsen af Island, men det anses nu ikke for at være tilfældet, da kystvejen (nu Rute 42) blev dækket i lava på et tidspunkt. Som navnet antyder, er svovl fundet her. Brennisteinsfjöll leverer jordvarme. Det sidste udbrud var et VEI-2 udbrud i 1341.
63°55′N 21°50′V / 63.92°N 21.83°V